# Der Ochse und sein Hirte
Der Ochse und sein Hirte bzw. in der verbreitetsten Variante auch die zehn Ochsenbilder (chinesisch 十牛圖, Pinyin Shíniú tú; japanisch 十牛図 jūgyūzu; in manchen Varianten sind es auch nur fünf, sechs oder acht Bilder) ist ein Motiv aus der chinesischen Tradition des Chan-Buddhismus. Die ursprüngliche Variante bestand aus einem kurzen Vers mit illustrierenden Holzschnitten. Sie beschreiben bzw. bebildern den spirituellen Weg eines typischen Zen-Buddhisten.
Obwohl es sich bei dem abgebildeten Tier um einen Wasserbüffel handelt (das Kanji 牛 steht eigentlich für „Rind“), hat sich die Bezeichnung Ochsenbilder im deutschen Sprachraum durchgesetzt.

## Geschichte
Die Grundlage für den bis heute noch populärsten Bildzyklus (insgesamt sind vier überliefert) wurde von dem song-chinesischen Linji-Chan-Meister Kuoan Shiyuan (廓庵師遠,  Kuòān Shīyuǎn,  Kuo-an Shih-yuan) um 1150 geschrieben und illustriert. Später fügte Chi-yuan ein Vorwort und kurze Geleitworte zu jedem Bild hinzu. Diese Version erfuhr in China und Korea keine große Verbreitung, erfreute sich aber im mittelalterlichen Japan großer Beliebtheit. In China und Korea war die frühere Version des Chan-Meisters Pu Ming (普明,  Pǔ Míng,  P'u-ming) wesentlich beliebter, die sich in vielerlei Hinsicht von der von Kuòān unterscheidet.
Kuòāns Version wurde im Japan des 17. Jahrhunderts zusammen mit Waka-Gedichten von Shōtetsu (1380–1458) in einer Anthologie von Zen-Schriften namens Zenshū shiburoku veröffentlicht, das oft als einführende Lektüre für Zen-Schüler verwendet wurde. Die Originale von Kuoan sind verlorengegangen. Zu den beliebtesten Versionen der zehn Ochsenbilder der Gegenwart zählen die Drucke des Hanga-Holzschneiders Tokuriki Tomikichirō (1902–2000). Im Westen wurde die Bilderserie insbesondere durch die Übersetzung ins Englische von D. T. Suzuki (erstmals 1927 in Essays in Zen Buddhism: First Series.) mit Illustrationen des in der Muromachi-Zeit wirkenden Priesters Shūbun († spätes 15. Jahrhundert) vom Tempel Shōkoku-ji bekanntgemacht.

## Inhalt
Nachfolgend die Bildernamen der Kuoan-Version, kombiniert mit den Bildern von Shūbun:

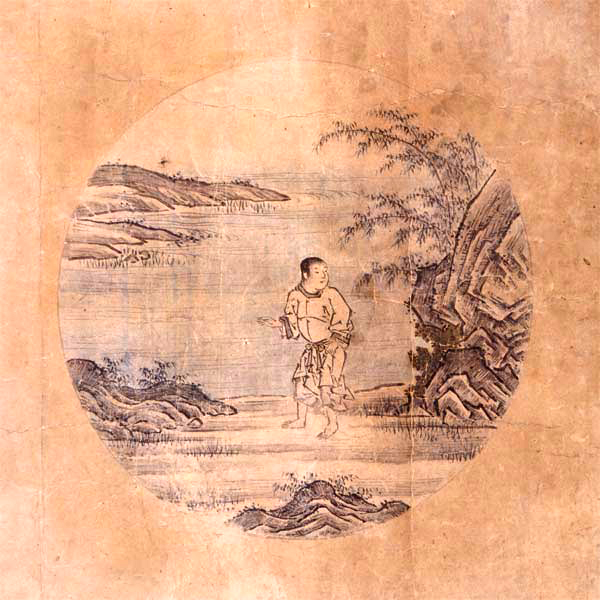
1) Die Suche nach dem Ochsen
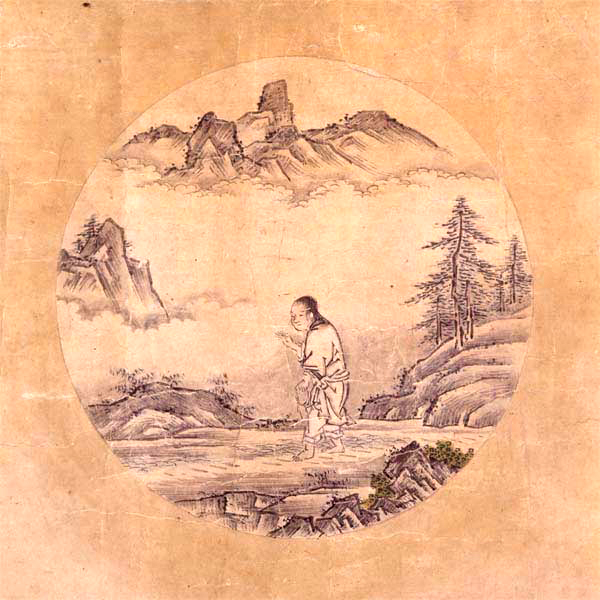
2) Das Finden der Ochsenspur
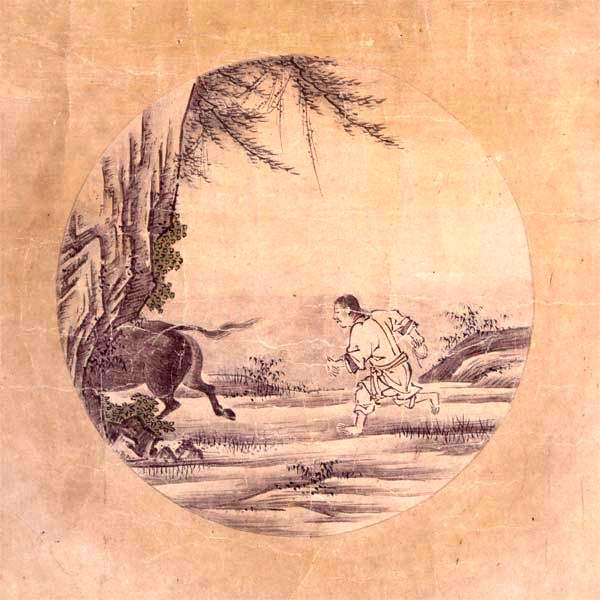
3) Das Finden des Ochsen
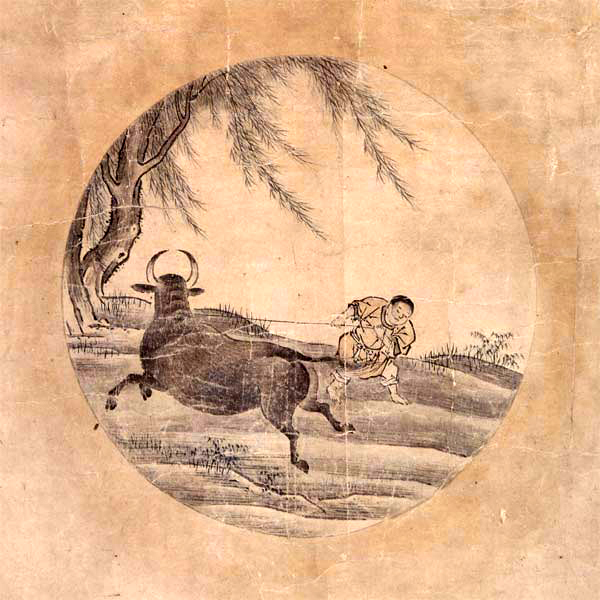
4) Das Fangen des Ochsen
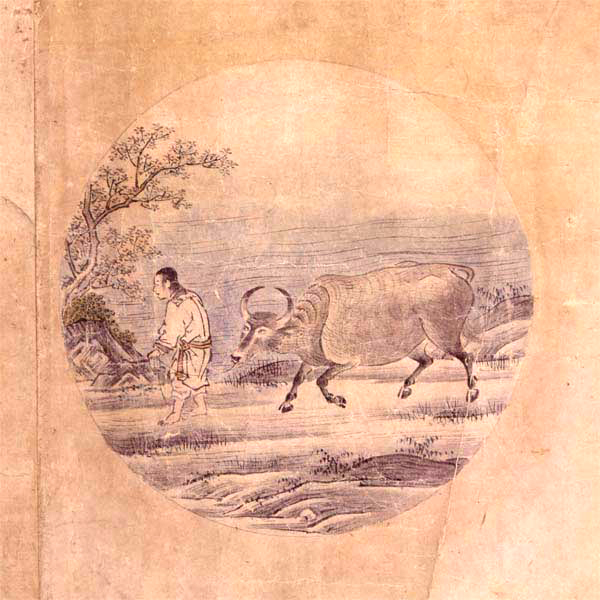
5) Das Zähmen des Ochsen
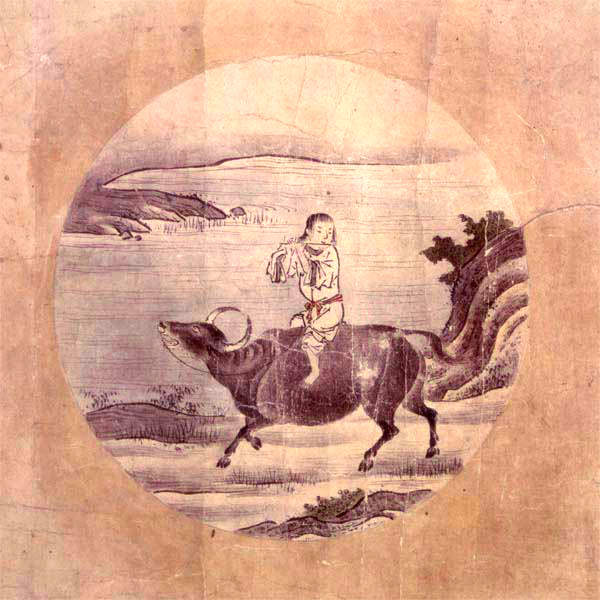
6) Die Heimkehr auf dem Rücken des Ochsen [d. h., das Ego wurde gezähmt]
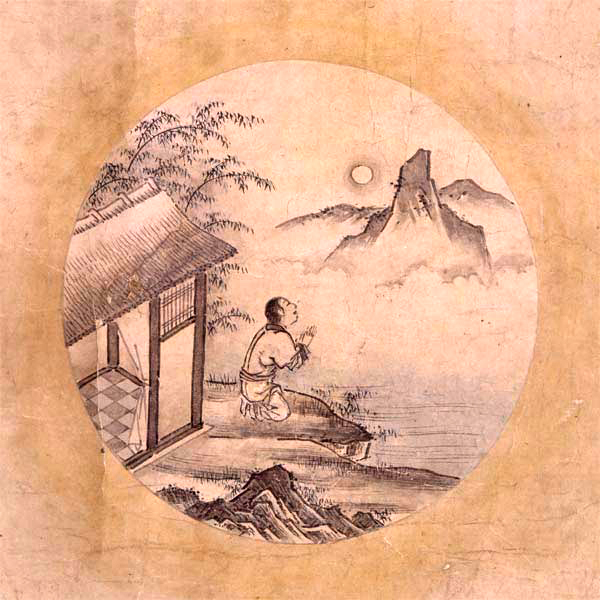
7) Der Ochse ist vergessen, der Hirte bleibt
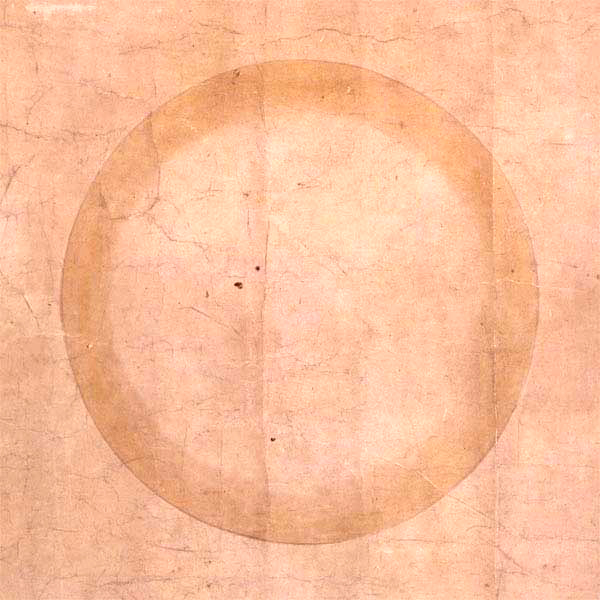
8) Die vollkommene Vergessenheit von Ochs und Hirte
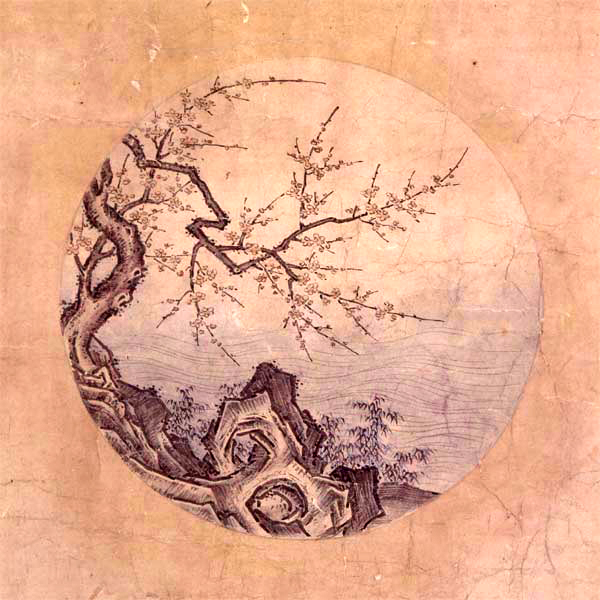
9) Zurückgekehrt in den Grund und Ursprung
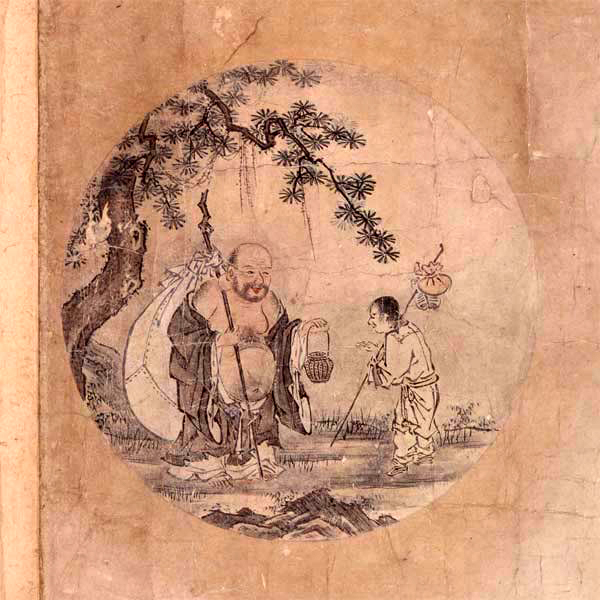
10) Das Hereinkommen auf den Markt mit offenen Händen

Nach Heinrich Dumoulin steht der Ochs für das „eigentliche, tiefe Selbst“ und der Hirt „für den Menschen schlechthin“. Dumoulins Interpretation dieser Parabel des „Zen-Vorgangs par excellence“ lautet wie folgt:

„Der Hirte hat den Ochsen verloren und steht allein auf weiter Flur (1. Bild), aber kann der Mensch sein Selbst verlieren? Er sucht und erblickt die Spur des Ochsen (2. Bild), es gibt eine Vermittlung, eine Hilfe, bei der auch religiöse Dinge wie Sutren und Tempelklöster eine Rolle spielen können. Den Spuren nachgehend, findet er den Ochsen (3. Bild), aber noch ist es nur ein fernes, intellektuelles Wissen oder intuitives Fühlen um den Ochsen, er zähmt das Tier mit heißem Bemühen (4. Bild) und weidet es mit sorgfältiger Wachsamkeit (5. Bild). Diese zwei Stufen beinhalten die Übung in der Zen-Halle, die harte, peinvolle Übung bis zum Erfassen der Erleuchtung und die unabdingbare Übung des Erleuchteten. Der Übende erlangt volle Sicherheit, schon schwingt sich der Hirte auf den Rücken des Ochsen und kehrt, die Flöte spielend, triumphierend heim (6. Bild), die Freude des Hirten und der erhobene Kopf des schon nicht mehr nach Gras gierenden Tieres zeigen die erlangte volle Freiheit an. Beide sind nun eins, der Hirte in seiner Freiheit bedarf nicht mehr des «Ochsen», er vergisst ihn wie nach dem berühmten Wort Chuang-tzu’s Falle und Netz unnütz werden, wenn der Hase und der Fisch gefangen sind. So ist der Hirte allein, ohne den Ochsen (7. Bild). Nun verschwinden beide, Ochs und Hirte, im gründenden und umfassenden Nichts des Kreisrunds (8. Bild). Wenn der Hirte wieder erscheint, sind alle Dinge um ihn so, wie sie sind (9. Bild) – der Alltag des Erleuchteten. Und der Hirte kommt herein in die Stadt und auf den Markt und beschenkt alle ringsum (10. Bild). Der Erleuchtete lebt mit allen seinen Mitmenschen und wie alle seine Mitmenschen, aber die Güte, die er ausstrahlt, rührt von seiner Erleuchtung her.“

## Einzelbelege
1. 1 2  Dumoulin 1985, S. 334.
2. ↑  Dumoulin 1985, S. 261.
3. 1 2  Tetsuro Mori: The Kyoto School in Light of the Tradition of Zen Buddhism: From Zen’s Ten Oxherding Pictures to the 'Logic of Locus'. In: The Bulletin of the Institute for World Affairs. Kyoto Sangyo University, No. 21, 2005, S. 108f.
4. ↑  Nach Tetsuro Mori: Ekstase und Ausdruck – Zu Schelling und Nishida. Vortrag auf dem Internationalen Schellingkongress in Tokio und Kyoto im Jahre 2006.
5. ↑  Dumoulin 1985, S. 261 f.